# Leandro Justi
Leandro Justi est un joueur international brésilien de rink hockey.

## Palmarès
En 2015, il participe au championnat du monde de rink hockey en France.